# 安善町
安善町（あんぜんちょう）は、神奈川県横浜市鶴見区の町名。現行行政地名は安善町1丁目及び安善町2丁目（字丁目）。住居表示未実施区域。

## 地理
鶴見区の東部に位置し、大正時代に埋立が行われた地区である。丁目の境は安善運河で隔てられ、内陸寄りの北側が1丁目となる。西側は境運河を隔てて末広町、北側は寛政町、西側は境運河を隔てて川崎市川崎区白石町および大川町に接する。南には京浜運河の先に扇島があるが、直接渡る方法はない。
安善駅周辺の安善町1丁目のごく一部が工業地域、残りの大部分が工業専用地域となっている。

### 交通
安善町1丁目と寛政町の境にはJR鶴見線が通り、安善駅が設けられている。横浜市営バスは、鶴見駅から安善町方面へ「27系統」の路線バスを運行しているが、幾度かの系統変更に伴い複数の終点が存在する事態となっていた。地域情報サイト「はまれぽ.com」による2011年の調査をきっかけに、「安善町2丁目」「安善町(終点)」のバス停が再整備された。

## 歴史
1913年（大正2年）より橘樹郡町田村地先に埋立が行われた土地で、1922年（大正11年）に埋立が竣工し町田村安善町字1～2丁目が竣工した。この土地は鶴見埋立組合（のちの東亜建設工業）により埋め立てられた地区で、浅野総一郎の計画に基づき安田善次郎が実地調査や資金調達を行った。町名は、安田善次郎の「安」と「善」から採られた。1923年に橘樹郡潮田町、1925年（大正14年）に鶴見町の一部となり、1927年（昭和2年）には横浜市に編入される。同年10月には区制施行により横浜市鶴見区の町名となる。
1924年（大正13年）に日本石油鶴見製油所、1925年（大正14年）にライジングサン石油（のちのシェル石油）と紐育スタンダード石油（のちのエッソ・スタンダード石油）の鶴見油槽所が進出し、1930年（昭和5年）には東京ガスの鶴見製造所が開設されるなど石油化学系の工場立地として発展した。1940年（昭和15年）には鶴見臨港鉄道により浜安善駅が開設された。
1941年（昭和16年）4月1日に、一部が寛政町に編入された。

## 世帯数と人口
2025年（令和7年）6月30日現在（横浜市発表）の世帯数と人口は以下の通りである。なお、安善町2丁目の人口は0人である。
| 丁目        | 世帯数 | 人口 |
| ----------- | ------ | ---- |
| 安善町1丁目 | 21世帯 | 26人 |

### 人口の変遷
国勢調査による人口の推移。
| 年                 | 人口 |
| ------------------ | ---- |
| 1995年（平成7年）  | 69   |
| 2000年（平成12年） | 73   |
| 2005年（平成17年） | 36   |
| 2010年（平成22年） | 39   |
| 2015年（平成27年） | 36   |
| 2020年（令和2年）  | 33   |

### 世帯数の変遷
国勢調査による世帯数の推移。
| 年                 | 世帯数 |
| ------------------ | ------ |
| 1995年（平成7年）  | 25     |
| 2000年（平成12年） | 35     |
| 2005年（平成17年） | 16     |
| 2010年（平成22年） | 19     |
| 2015年（平成27年） | 20     |
| 2020年（令和2年）  | 23     |

## 学区
市立小・中学校に通う場合、学区は以下の通りとなる（2024年11月時点）。
| 丁目        | 番・番地等 | 小学校             | 中学校             |
| ----------- | ---------- | ------------------ | ------------------ |
| 安善町1丁目 | 全域       | 横浜市立入船小学校 | 横浜市立寛政中学校 |
| 安善町2丁目 | 全域       | 横浜市立入船小学校 | 横浜市立寛政中学校 |

## 事業所
2021年（令和3年）現在の経済センサス調査による事業所数と従業員数は以下の通りである。
| 丁目        | 事業所数 | 従業員数 |
| ----------- | -------- | -------- |
| 安善町1丁目 | 29事業所 | 1,918人  |
| 安善町2丁目 | 28事業所 | 1,141人  |
| 計          | 57事業所 | 3,059人  |

### 事業者数の変遷
経済センサスによる事業所数の推移。
| 年                 | 事業者数 |
| ------------------ | -------- |
| 2016年（平成28年） | 60       |
| 2021年（令和3年）  | 57       |

### 従業員数の変遷
経済センサスによる従業員数の推移。
| 年                 | 従業員数 |
| ------------------ | -------- |
| 2016年（平成28年） | 3,200    |
| 2021年（令和3年）  | 3,059    |

## その他

### 日本郵便
- 郵便番号 : 230-0035[3]（集配局：鶴見郵便局[21]）

### 警察
町内の警察の管轄区域は以下の通りである。
| 丁目        | 番・番地等 | 警察署     | 交番・駐在所 |
| ----------- | ---------- | ---------- | ------------ |
| 安善町1丁目 | 全域       | 鶴見警察署 | 本町通交番   |
| 安善町2丁目 | 全域       | 鶴見警察署 | 本町通交番   |